# 格倫斯佩 (紐約州)
格倫斯佩（英語：Glen Spey）是位於美國紐約州沙利文縣的非建制地區。

## 歷史
格倫斯佩的郵局自1880年營運至今。

## 地理
格倫斯佩所處的海拔為高於海平面391米（即1283英呎），而該地所採用的時區為UTC-5，即北美东部时区（EST）。同時該地設有夏令時間，為UTC-5調快一小時，即UTC-4（EDT）。